# Čang Kao-li
Čang Kao-li (čínsky pchin-jinem Zhāng Gāolí, znaky zjednodušené 张高丽, tradiční 張高麗, * listopad 1946 Ťin-ťiang) je čínský politik, který byl v letech 2013–2018 vicepremiér Čínské lidové republiky. V letech 2012–2017 byl člen stálého výboru politbyra ústředního výboru Komunistické strany Číny, tedy nejužšího vedení strany. Od roku 2007 do roku 2012 zastával post tajemníka městského výboru KS Číny v Tchien-ťinu, jednom ze čtyř tzv. přímo spravovaných měst, předtím v letech 2002–2007 působil na obdobném postu v provincii Šan-tung, v níž byl také v letech 2001–2003 guvernérem.
V Šan-tungu se měl údajně podílet na tvrdých represích vůči členům hnutí Fa-lun-kung.
V listopadu 2021 byl Čang Kao-li na sociální síti Sina Weibo obviněn čínskou tenistkou Pcheng Šuaj z donucení k sexu. Příspěvek byl čínskými úřady odstraněn a tenistka zmizela na několik dní z veřejného dění i přes snahu zahraničních médií se s ní spojit. Světoví tenisté i tenisové organizace začali sdílet na sociálních sítích příspěvky s požadavkem prošetření celé situace.